# Фонтенбло
Фонтенбло (фр. Fontainebleau) је насељено место у Француској у региону Париски регион, у департману Сена и Марна. Налази се у зони Париског метрополиса 55 километара југ-југоисточно од центра Париза.
По подацима из 2011. године у општини је живело 14.708 становника, а густина насељености је износила 85,49 становника/km².
Фонтебло је познат по Палати Фонтебло која је у доба маниризма била један од важних центара француске уметности.

## Демографија
| 1962.  | 1968.  | 1975.  | 1982.  | 1990.  | 2011.  |
| ------ | ------ | ------ | ------ | ------ | ------ |
| 20.583 | 18.094 | 16.778 | 15.679 | 15.714 | 14.708 |